# Mondopoint
Mondopoint (abgekürzt MP) ist die Bezeichnung für das einzige Schuhgrößensystem, welches durch eine ISO-Norm (ISO 9407) im Jahre 1991 definiert wurde.
Die Einheit ist Millimeter, die Bezugsgrößen sind die Fußlänge und -breite, der Referenzpunkt liegt bei 0 mm und ist damit dem japanischen Schuhgrößensystem vergleichbar, welches allerdings die Einheit Zentimeter verwendet und auf die Angabe der Fußbreite verzichtet. Mit den gleichen Unterschieden und dennoch mit der Bezeichnung Mondopoint oder MP werden Skischuhe gradiert.
In voller Ausprägung durchsetzen konnte sich das Mondopoint-System bisher nur bei Militär- und Sicherheitsschuhen. Die Schuhgröße von 280/110 beispielsweise entspricht einer Fußlänge von 280 mm und einer Fußbreite von 110 mm.
Für den Vergleich können Größen-Entsprechungen des Mondopoint-Systems zu anderen Schuhgrößensystemen zum Beispiel aus Umrechnungstabellen verschiedener Schuhgrößen entnommen werden.